# Back in Black (album Whodini)
Back in Black – trzeci studyjny album amerykańskiej grupy hip-hopowej Whodini wydany w 1986 roku. 23 czerwca 1986 roku album otrzymał nagrodę złotej płyty od RIAA. Osiągnął też 35. miejsce na liście Billboard 200 i 4. miejsce w zestawieniu Top R&B/Hip-Hop Albums.
Na albumie znalazły się trzy single: „Funky Beat” (osiągnął 19. miejsce na liście najlepszych piosenek R&B i Hip-Hop Billboardu), „One Love” (10. miejsce na liście) i „Growing Up” (58. miejsce na liście).
W piosence „How Dare You” użyto fragmentów II Sonaty fortepianowej Fryderyka Chopina.

## Lista utworów
1. „Funky Beat” – 5:01
2. „One Love” – 5:32
3. „Growing Up” – 5:10
4. „I’m a Ho” – 4:06
5. „How Dare You” – 6:48 (utwór dodatkowy)
6. „Fugitive” – 6:12
7. „Echo Scratch” – 5:21
8. „Last Night (I Had a Long Talk With Myself)” – 5:30
9. „Good Part, The” – 4:09
10. „Whodini Mega Mix” – 7:17